# Justin Harney
Justin Harney (* 14. November 1977 in Hopkinton, Massachusetts) ist ein ehemaliger US-amerikanischer Eishockeyspieler, der unter anderem vier Spielzeiten für die Iserlohn Roosters, den ERC Ingolstadt und die Kassel Huskies in der Deutschen Eishockey Liga (DEL) verbrachte.

## Karriere
Justin Harney begann seine Karriere 1996 im Team der St. Lawrence University. Nach einem vierjährigen Studium war die Saison 2000/01 seine erste im Profi-Eishockey. In dieser spielte er für jeweils zwei Clubs in der East Coast Hockey League und der American Hockey League. 2001/02 verbrachte Harney den Großteil der Saison bei den Charlotte Checkers in der ECHL und war auch für zwei Clubs aus der AHL aktiv.
Anschließend wechselte der Rechtsschütze nach Europa zu den Iserlohn Roosters in die Deutsche Eishockey Liga. Von 2003 bis 2005 war er für den ERC Ingolstadt aktiv. Die Saison 2005/06 verbrachte er bei den Kassel Huskies, mit denen er aus der DEL abstieg. Harney blieb den Huskies auch in der 2. Eishockey-Bundesliga treu und beendete 2007 seine Karriere.

## Erfolge und Auszeichnungen
- 2001 Teilnahme am ECHL All-Star Game
- 2002 Teilnahme am ECHL All-Star Game
- 2002 ECHL Second All-Star Team
- 2003 Teilnahme am DEL All-Star Game

## Karrierestatistik
(Legende zur Spielerstatistik: Sp oder GP = absolvierte Spiele; T oder G = erzielte Tore; V oder A = erzielte Assists; Pkt oder Pts = erzielte Scorerpunkte; SM oder PIM = erhaltene Strafminuten; +/− = Plus/Minus-Bilanz; PP = erzielte Überzahltore; SH = erzielte Unterzahltore; GW = erzielte Siegtore; 1 Play-downs/Relegation; Kursiv: Statistik nicht vollständig)